# Paralecanium limbatum
Paralecanium limbatum är en insektsart som först beskrevs av Green 1922.  Paralecanium limbatum ingår i släktet Paralecanium och familjen skålsköldlöss.
Artens utbredningsområde är Sri Lanka. Inga underarter finns listade i Catalogue of Life.